# Hranice (Přerov)
Hranice é uma cidade checa localizada na região de Olomouc, distrito de Přerov.